# Xã Brookbank, Quận Mountrail, Bắc Dakota
Xã Brookbank (tiếng Anh: Brookbank Township) là một xã thuộc quận Mountrail, tiểu bang Bắc Dakota, Hoa Kỳ. Năm 2010, dân số của xã này là 34 người.